# Lisbeth Bissier
Lisbeth Bissier (geboren als Elisabeth Maria Hofschneider 12. Dezember 1903 in Freiburg im Breisgau; gestorben 21. April 1989 in Orselina, Schweiz) war eine deutsche Textilkünstlerin.

## Leben und Werk

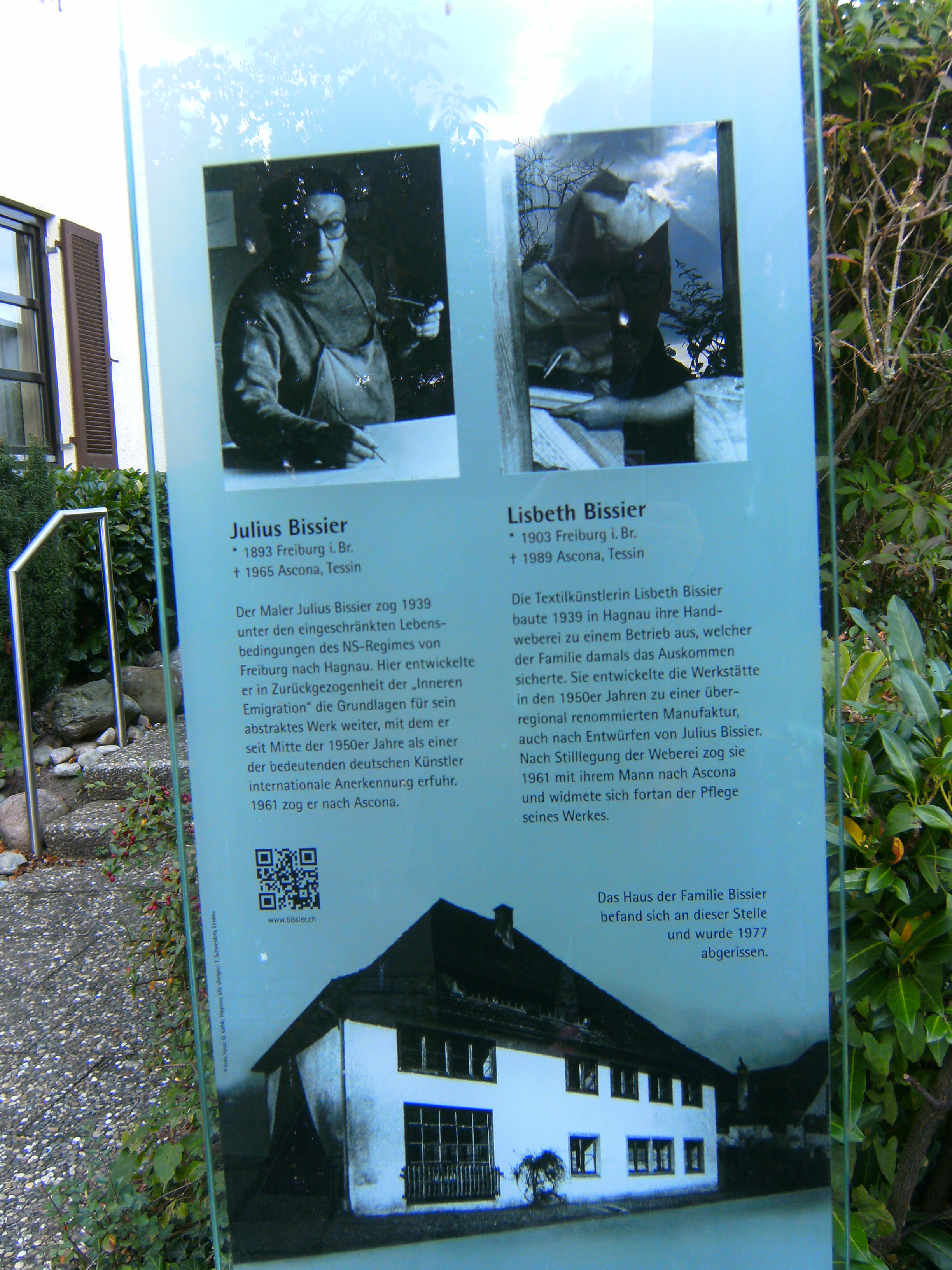
Informationstafel zu Julius und Lisbeth Bissier.

Elisabeth Hofschneider war seit 1922 mit dem Maler Julius Bissier verheiratet und konnte 1929 dank finanzieller Unterstützung durch die Ehefrau von Hans Prinzhorn ein Studium an der Textil-Modeschule in Berlin absolvieren. 1930 richtete sie als Autodidaktin im ehemaligen Privatatelier ihres Mannes an der Albert-Ludwigs-Universität Freiburg eine eigene Weberei ein. Im Oktober 1934 verstarb ihr sechsjähriger Sohn Uli.
1939 musste das Paar wegen des vom NS-Regime verfügten Ausstellungsverbots in die Schweiz ziehen, wo Lisbeth Bissier im Atelierhaus am Hafen von Hagnau am Bodensee eine Weberei einrichtete und diese mit einer Hanfspinnerei und Wollfärberei erweiterte. Zwischen 1946 und 1952 entstanden nach Julius Bissiers Entwürfen Gobelins und Wandteppiche. Die Werkstätten entwickelte sich in den 50er-Jahren zu einer überregionalen Manufaktur und garantierte dem Ehepaar ein Einkommen. 
1955 erhielt Lisbeth Bissier den Hessischen Staatspreis und 1956 den Staatspreis Baden-Württemberg. 1960 schloss sie ihre Weberei und übersiedelte mit ihrem Mann nach Ascona, wo das Ehepaar zu vielen Kunstschaffenden Kontakt pflegte. Eine gute Freundin von ihr war Margrit Roesch-Tanner. 
Ab 1960 widmete sich Lisbeth Bissier ausschließlich dem Œuvre ihres Mannes. Nach seinem Tod gründete sie das Archiv Bissier und widmete sich fortan der Katalogisierung des Werks von Julius Bissier, der Betreuung seines Nachlasses und der Pflege seines Andenkens.